# 1718 en arts plastiques
| Années des arts plastiques : 1715 - 1716 - 1717 - 1718 - 1719 - 1720 - 1721    |
| Décennies des arts plastiques : 1680 - 1690 - 1700 - 1710 - 1720 - 1730 - 1740 |

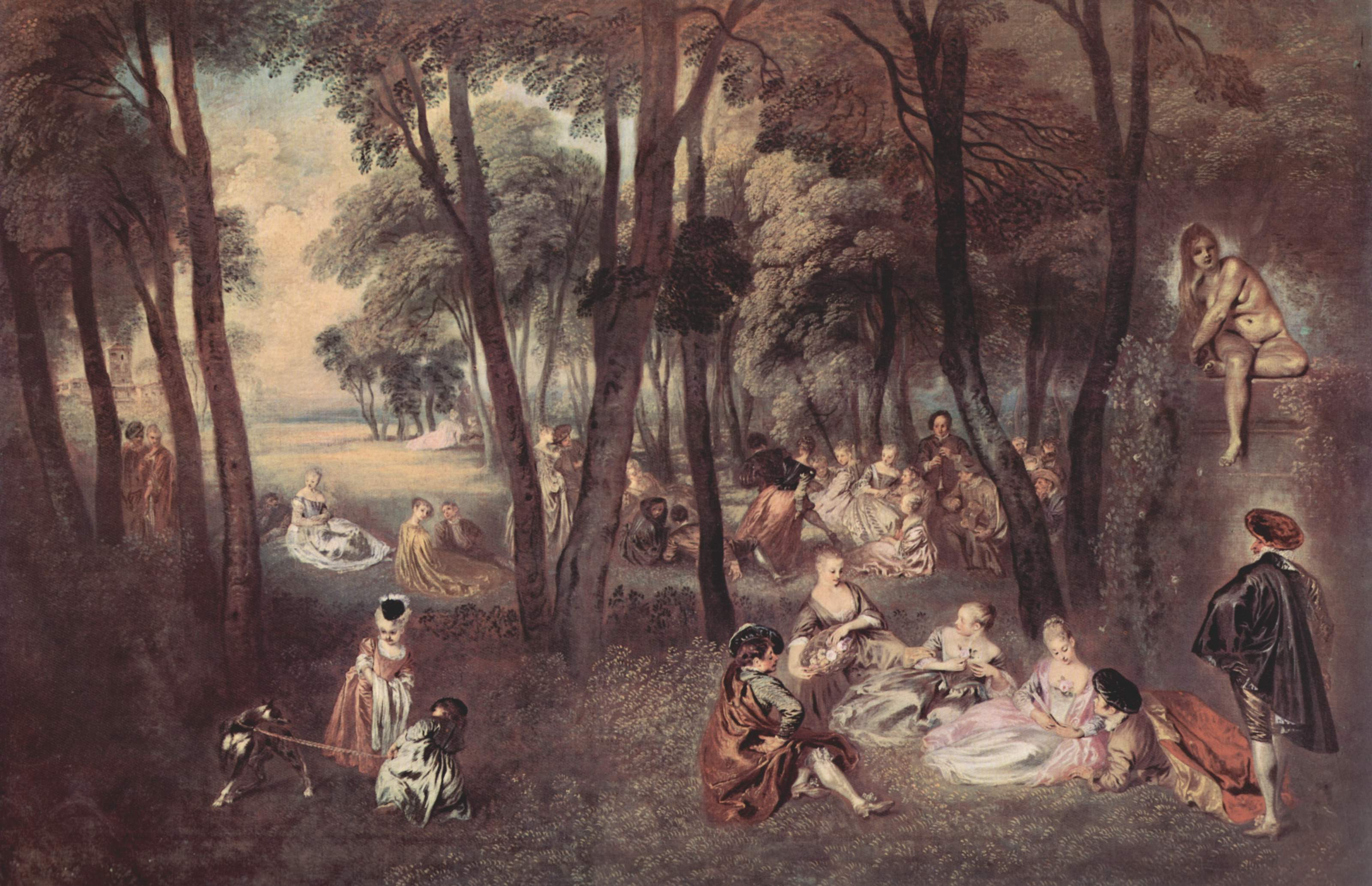
Amusements champêtres, toile d'Antoine Watteau.

Cette page concerne l'année 1718 en arts plastiques.

## Œuvres
- Embarquement pour Cythère, huile sur toile d'Antoine Watteau et réplique de Le Pèlerinage à l'île de Cythère réalisée par le même auteur un an plus tôt.

## Naissances
- 1er août : Jean Barbault, peintre et graveur français († 28 mai 1762),
- 16 août : Jakob Emanuel Handmann, peintre suisse († 3 novembre 1781),
- 24 septembre : Christian Georg Schütz, peintre allemand († 3 décembre 1791),
- 4 octobre : Vito d'Anna, peintre italien († 13 octobre 1769),
- ? :
  - Maria Maddalena Baldacci, peintre baroque italienne  († 1782),
  - Pierre Chenu, graveur et marchand d'estampes français († 1795),
  - Philibert-Benoît de La Rue, dessinateur, graveur et peintre de batailles français († 11 mars 1780),
  - Pietro Scalvini, peintre italien († 1792),
  - Mokujiki Shonin, peintre japonais († 1810).

## Décès
- 8 février : Giuseppe Maria Mitelli, peintre et graveur italien (° 1634),
- 21 avril : Alexandre Ubelesqui, peintre français (° 1649),
- 29 mai : Giuseppe Avanzi, peintre baroque italien (° 30 août 1645),
- ? :
  - Francesco del Tintore, peintre baroque italien (° 1645),
  - Wu Li, peintre et dessinateur chinois (° 1632),
- Vers 1718 :
- Domenico Tempesti, graveur et peintre baroque italien de l'école florentine (° 1652).